# Manjutakin
Manjutakin (en árabe: منجوتكين‎) fue un esclavo militar (ghulam) del califa fatimí al-Aziz. De origen túrquico, se convirtió en uno de los principales generales fatimíes bajo al-Aziz, luchando contra los hamdánidas y los bizantinos en Siria. Se rebeló contra el régimen dominado por los bereberes de los primeros años de Al-Hákim, pero fue derrotado y murió en cautiverio.

## Biografía
Manjutakin fue uno de los soldados esclavos turcos más destacados que al-Aziz y su predecesor al-Mu'izz introdujeron en la corte fatimí y favorecieron como contrapeso al ejército predominantemente bereber (en su mayoría extraídos de la tribu Kutama).
En 991, después de la muerte del visir Ya'qub ibn Killis, que había dominado la política fatimí durante su vida, al-Aziz optó por adoptar una postura más agresiva en Siria y nombró a Manjutakin como gobernador de Damasco. Alentado por los desertores después de la muerte del emir Sa'd al-Dawla, al-Aziz decidió renovar sus ataques contra el Emirato hamdánida de Alepo, y encargó a Manjutakin con la campaña. El general fatimí invadió el emirato, derrotó a una fuerza bizantina bajo el dux de Antioquía, Miguel Burtzes, en junio de 992, y puso sitio a Alepo. Sin embargo, no pudo continuar con el asedio con vigor y la ciudad pudo resistir fácilmente hasta que, en la primavera de 993, después de trece meses de campaña, Manjutakin se vio obligado a regresar a Damasco debido a la falta de suministros. En la primavera de 994, Manjutakin lanzó otra invasión, nuevamente derrotó a Burtzes en la batalla del Orontes en septiembre, tomó Homs, Apamea y Shaizar y sitió Alepo. El bloqueo fue mucho más efectivo esta vez y pronto provocó una grave falta de alimentos, pero los defensores de la ciudad resistieron bajo la guía decidida del regente de facto de los hamdánidas, Lu'lu', hasta la repentina llegada del emperador bizantino, Basilio II, en persona en abril de 995. Basilio, que había estado en campaña en Bulgaria, había respondido a la petición de ayuda de los hamdánidas, y cruzó Asia Menor en sólo dieciséis días al frente de un ejército; su llegada repentina y los números exagerados que circulaban por su ejército causaron pánico en el ejército fatimí, especialmente porque Manjutakin, sin esperar amenazas, había ordenado que sus caballos se dispersaran por la ciudad para pastar. A pesar de tener un ejército considerablemente más grande y bien descansado, Manjutakin estaba en desventaja. Quemó su campamento y se retiró a Damasco sin batalla. Los bizantinos sitiaron Trípoli sin éxito y ocuparon Tartús. El propio al-Aziz ahora se preparó para salir al campo contra los bizantinos, pero murió el 14 de octubre de 996 antes de comenzar su campaña.
Después de la muerte de al-Aziz, su joven hijo al-Hákim le sucedió en el trono. Sin embargo, los Kutama aprovecharon la oportunidad para instalar a su líder, al-Hasan ibn 'Ammar, como primer ministro, y para hacerse con el control del gobierno central. Esto provocó la reacción de la facción turca, encabezada por Manjutakin. Con el estímulo encubierto del tutor eunuco de al-Hákim, Barjawan, Manjutakin condujo su ejército hacia el sur, hacia Egipto, mientras los bereberes se reunían bajo el mando de Sulayman ibn Ja'far ibn Fallah. Los dos ejércitos se encontraron en Ramla o Ascalón, y la batalla terminó con la derrota de Manjutakin, quien fue hecho prisionero.; Ibn Fallah marchó hacia Damasco, donde asumió el cargo de gobernador, mientras que el propio Manjutakin fue bien recibido por Ibn 'Ammar, quien esperaba, finalmente, sin éxito, reconciliar a los turcos con su régimen y utilizarlos para contrarrestar el cargo califal. Se le permitió vivir sus años de retiro en El Cairo, donde murió en 1007.